# Viladanha
Viladanha (en francès Villedaigne) és un municipi francès situat al departament de l'Aude i a la regió d'Occitània.

## Història
En aquest municipi va tenir lloc la victòria de Guillem I el Sant, comandant de les tropes del Regne Franc a la batalla de l'Orbieu, sobre els musulmans de l'Emirat de Còrdova comandats per Abd-al-Màlik ibn Mughith.